# 껀터 대학
껀터 대학(Can Tho University)은 베트남 껀터에 있는 국립대학교이다. 1966년에 설립된 종합대학이자 메콩델타에 있는 선도대학이다. 껀터 대학교는 베트남의 대표적인 농업연구센터다. 이 대학은 9개의 단과 대학과 3개의 연구소를 가지고 있다.

## 연혁
- 1966년 베트남 공화국의 대학으로 설립
- 2003년 의대 상점 의과 대학으로 분리

## 개요
메콩강 삼각주 지역의 중심 대학, 베트남의 첨단 농업 연구소가 있다.

### 구성
- 농업·응용생물학대학(COA)
- 수산대학(College of Aquaculture and Fisheries)
- 공학대학(College of Engineering Technology)
- 정보통신기술대학(College of ICT)
- 과학대학
- 환경자연자원대학
- 교육대학
- 경제·경영학부(School of Economics & BA)
- 법학부
- 마르크스-레닌-호치민 이념학부(School of ML & HCM Ideology)
- 예학부(School of Pre-University)
- 생명기술 R&D 연구소(Biotechnology R & D Institute)
- 메콩 삼각주 연구소(Mekong Delta DR Institute)